# Tanque de misiles

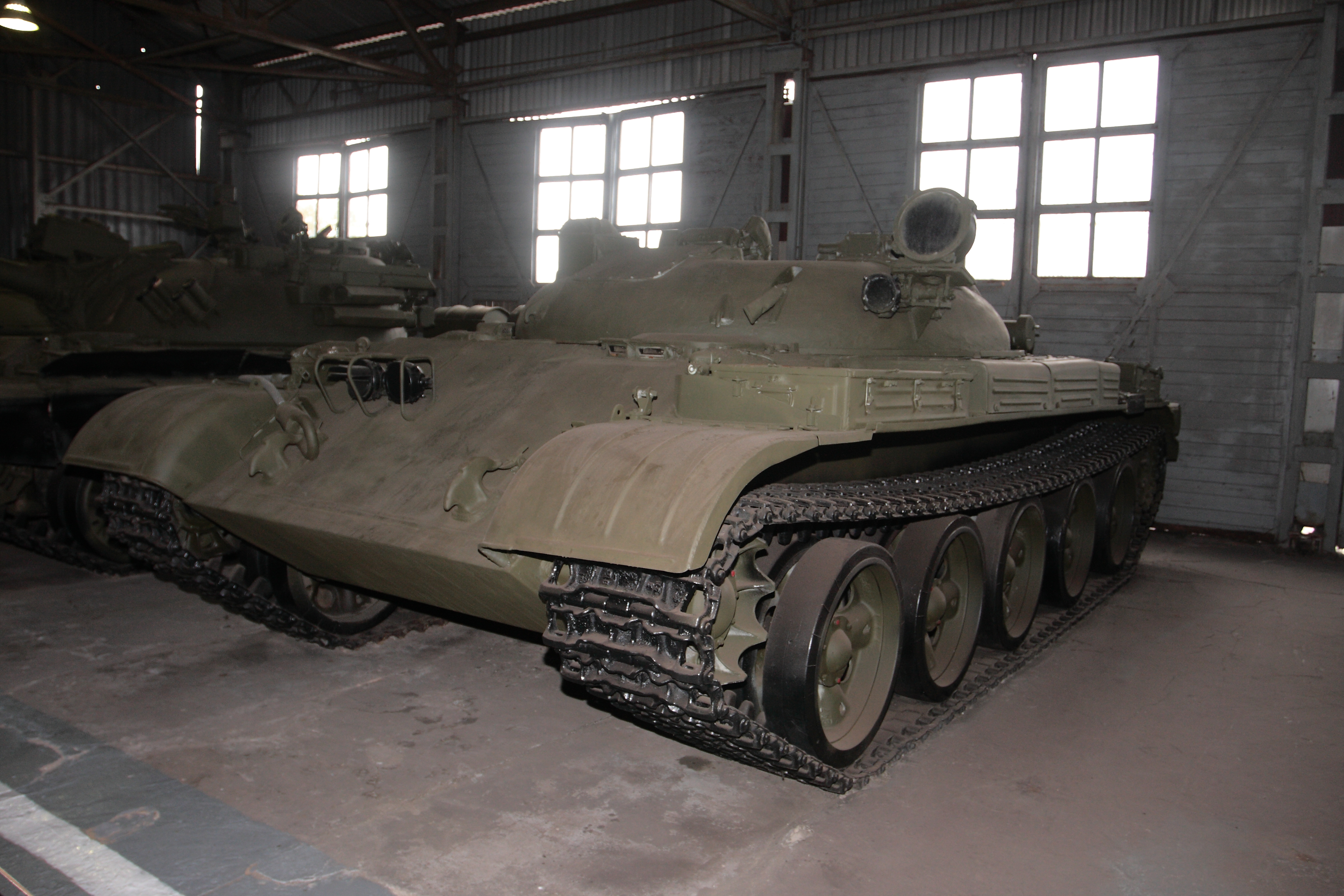
Tanque de misiles IT-1 soviético.

Un tanque de misiles es un vehículo de combate blindado que cumple la función de un tanque de batalla principal, pero que utiliza solamente misiles guiados como armamento principal. Varias naciones han experimentado con prototipos, en particular la Unión Soviética durante el mandato de Nikita Jrushchov (proyectos Object 167, Object 137Ml, Object 155Ml, Object 287, Object 775), pero solo el Jaguar 2 de Alemania Occidental entró en servicio como un vehículo estándar, aunque el tanque de misiles soviético IT-1 también tuvo un servicio limitado.
El término a veces se aplica de manera más vaga a los tanques convencionales que pueden lanzar misiles guiados antitanque, para complementar su arma principal para fuego de muy largo alcance. Algunos ejemplos son el prototipo estadounidense-alemán MBT-70, el desaparecido M551 Sheridan estadounidense y el AMX-13 francés, y varios tanques soviéticos, rusos y ucranianos: T-64, T-72, T-80, T-84, T-90 y T-14. Algunos de los T-55 actualmente en uso con el Ejército peruano también parecen tener bastidores con misiles instalados en sus torretas.
Una versión de ingeniería de combate polaca del tanque de batalla principal soviético T-55A también estaba equipada con cohetes PW-LWD. Aunque estos eran en realidad un sistema de brecha rápida y no un arma como tal.
En la década de 1930, la Unión Soviética probó el cañón de asalto basado en cohetes RBT-5, que comprende un tanque BT que monta dos cohetes no guiados "TT Tank Torpedo" de 250 kg a los lados de la torreta. En la Segunda Guerra Mundial también desplegaron el lanzacohetes múltiple BM-8-24, basado en un chasis de tanque ligero T-60. Estas armas que disparan cohetes no guiados en lugar de misiles guiados se clasifican correctamente como artillería de cohetes.